# Олесунн (футбольный клуб)
«О́лесунн» (норв. Aalesunds) — норвежский футбольный клуб из одноимённого города, основанный 25 июня 1914 года. В 2006 году занял второе место во второй лиге Норвегии и вышел в Типпелигу. Наивысшее место в чемпионате Норвегии — 4-е в 2010 году.

## История
В 2009 году выиграл Кубок Норвегии по футболу. В финале был обыгран клуб «Мольде», и таким образом «Олесунн» завоевал право участвовать в Лиге Европы на следующий год. В 2010 году «Олесунн» стартовал в еврокубке с третьего квалификационного раунда, где встречался с шотландским «Мотеруэллом».
В 2010 году «Олесунн» сыграл с «Русенбургом» матч за суперкубок Норвегии 2010 года. В той встрече «Тангорубашечники» уступили со счетом 1-3.
В 2011 году «Олесунн» повторил достижение двухлетней давности, снова выиграв Кубок Норвегии. В финале был повержен один из сильнейших клубов лиги, «Бранн», 2-1.

## Достижения
- Обладатель Кубка Норвегии: 2009, 2011
- Победитель ОБОС-лиги: 2019